# Ли Бёнхон
Ли Бёнхон (кор. 이병헌?, 李炳憲?; род. 12 июля 1970, Соннам, Кёнгидо, Республика Корея) — южнокорейский актёр. Получил большое признание за свои работы в самых разных жанрах, особенно в таких проектах как «Объединённая зона безопасности», «Горечь и сладость», «Ва-банк» «Хороший, плохой, долбанутый», «Я видел дьявола», «Айрис» и «Мистер Саншайн». За роль в фильме «Инсайдеры» он выиграл в номинации «Лучшая мужская роль» на трёх самых престижных премиях Кореи: «Большой колокол», «Голубой дракон» и «Пэксан». Семь фильмов, в которых он играл, являются самыми кассовыми фильмами в Южной Корее. Ли был признан актёром года по версии Gallup Korea в киноиндустрии в 2012 году и на телевидении в 2018 году. Достиг международного успеха, исполнив роль Хван Ин Хо / Ведущего в сериале Netflix «Игра в кальмара» (2021—2025).
В США он известен по роли Штормовой Тени в фильме «Бросок кобры» 2009 года и его продолжении «G.I. Joe: Бросок кобры 2» 2013 года, а также по роли вместе с Брюсом Уиллисом в фильме «РЭД 2» 2013 года. Он сыграл Т-1000 в фильме «Терминатор: Генезис» 2015 года и Билли Рокса в фильме «Великолепная семёрка» 2016 года. Ли был первым южнокорейским актёром, вручавшим «Оскар» на ежегодной церемонии вручения премии «Оскар» в Лос-Анджелесе, и является членом Академии кинематографических искусств и наук. Ли и Ан Сон Ки были первыми южнокорейскими актёрами, оставившими отпечатки своих рук и ног на крыльце Китайского театра Граумана в Голливуде, Лос-Анджелес.

## Ранняя жизнь и образование
Отец Ли Бёнхона — бизнесмен, а младшая сестра Ли Ынхи — обладательница титула «Мисс Корея» 1997 года. Окончил университет Ханян со специализацией «Французская литература» и университет Чунан со специализацией «Театр и кино». Ли Бёнхон владеет английским, французским и китайским языками. В свободное время Ли занимается тхэквондо.

## Карьера

### 1991—2000: Начало карьеры и прорыв
Карьера Ли началась в 1991 году после прослушивания на KBS и дебюта в телевизионной дораме «Асфальт — мой родной город». Ли привлёк к себе внимание благодаря боевику «Люди дорог» и романтическому фильму «Орган моего сердца», но только в 2000 году он совершил настоящий прорыв в фильме Пак Чхан Ука «Объединённая зона безопасности». Фильм побил рекорд по кассовым сборам и стал самым кассовым корейским фильмом на тот момент. Роль принесла ему награду за «Лучшую мужскую роль» на Премии кинокритиков Пусана.

### 2001—2010: Мировая известность
В 2001 году популярность Ли продолжала расти, когда он снялся в мелодрамах «Чудесные дни» и «Прыжок с тарзанки». В 2003 году он получил Гран-при на церемонии SBS Drama Awards и премию «Лучшая мужская роль» на церемонии «Пэксан» за роль в покерной дораме «Ва-банк». Благодаря своим ролям в кино и на телевидении Ли стал популярен в Азии, особенно в Японии.
С 2005 года Ли сосредоточился на кино, получив похвалу за свою роль в фильме «Горечь и сладость» режиссёра Ким Чжи Уна, который был показан вне конкурса на Каннском кинофестивале. Ли был номинирован на премии «Голубой дракон» и «Большой колокол» в номинации «Лучшая мужская роль», а также получил награды на кинофестивале «Чунса», «Пэксан» и Корейской ассоциации кинокритиков.

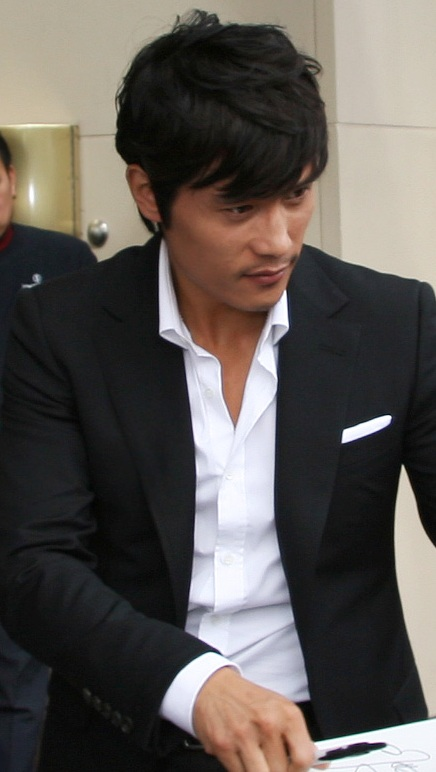
Ли в 2008 году

Ли воссоединился с режиссёром Ким Джи Уном в «кимчи-вестерне» – «Хороший, плохой, долбанутый», сыграв свою первую роль злодея. Фильм был показан вне конкурсной программы на Каннском кинофестивале. Привлекательная игра Ли в этом фильме принесла ему всемирное признание. Это привело к дебюту Ли в Голливуде, где он сыграл Сторм Шэдоу в фильме «Бросок Кобры» с Ченнингом Татумом и Сиенной Миллер в главных ролях.
Вернувшись в Корею, Ли снялся в фильме 2009 года «Я прихожу с дождём» вместе с американским актёром Джошем Хартнеттом и японским актёром Такуей Кимурой.
Ли вернулся на телевидение в конце 2009 года в шпионском боевике «Айрис» в роли секретного агента, который оказывается в центре международного заговора. Сообщается, что за свою роль он получал более 100 миллионов вон за серию, что является третьим по величине гонораром в истории корейских сериалов. «Айрис» была одним из самых дорогих шоу, когда-либо снятых, и имела огромный успех по всей Азии. Игра Ли принесла ему Гран-при на церемонии KBS Drama Awards и награду за лучшую мужскую роль на церемонии «Пэксан».
В 2010 году Ли снялся в фильме «Я видел дьявола» с Чхве Мин Сиком, в своей третьей совместной работе с Ким Джи Уном, премьера которого состоялась на кинофестивале «Сандэнс». Его роль агента разведки принесла ему Гран-при на премии «Пэксан».

### 2012–2017: Признание и роли в Голливуде
Ли получил похвалу за исполнение двойных ролей в роскошной исторической драме «Маскарад». Фильм стал кассовым хитом, став седьмым фильмом в истории Кореи, собравшим более 10 миллионов зрителей. За свою роль Ли получил премию «Большой колокол» за лучшую мужскую роль. 23 июня 2012 года Ли вместе с Ан Сон Ки стали первыми корейскими актёрами, которые оставили отпечатки своих рук и ног на крыльце Китайского театра Граумана в Голливуде, Лос-Анджелес. Он стал восходящей звездой Голливуда благодаря роли Сторм Шэдоу в фильме «Бросок кобры» и его продолжении «G.I. Joe: Бросок кобры 2».

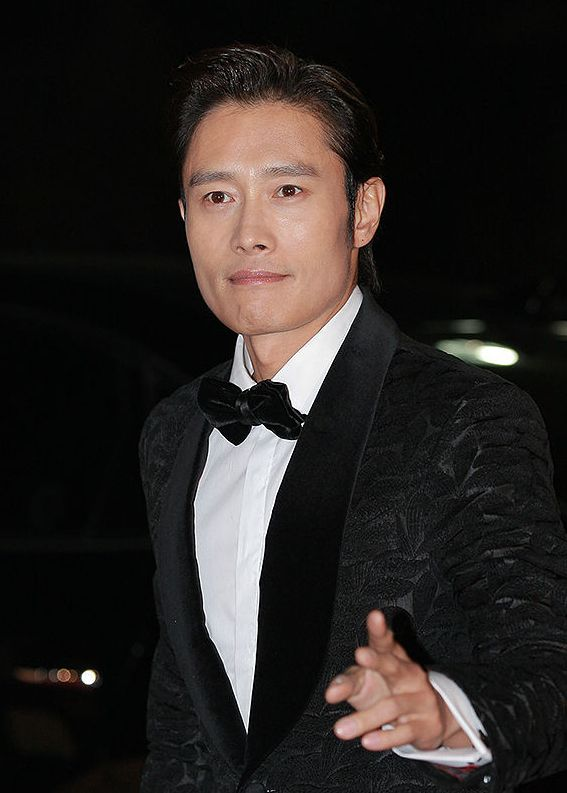
Ли в 2013 году

В 2013 году Ли вновь сыграл Сторм Шэдоу в фильме «G.I. Joe: Бросок кобры 2». Затем он снялся в американском фильме «РЭД 2», продолжении боевика-комедии 2010 года «РЭД», вместе с Брюсом Уиллисом, Кэтрин Зета-Джонс, Хелен Миррен и Джоном Малковичем.
После скандала с его участием в секс-чатах Ли вернулся в 2015 году с фильмом о боевых искусствах «Меч помнит всё». Фильм был снят в конце 2013 года и должен был выйти в 2014 году, но его выпуск был отложен из-за скандала с Ли. Он получил похвалу за свою «выигрышную» роль молодого и амбициозного воина с низким статусом, но фильм провалился в прокате и подвергся критике за сюжет. В том же году Ли сыграл Т-1000 в «Терминаторе: Генезис» вместе с Арнольдом Шварценеггером. Затем он снялся в политическом криминальном триллере У Мин Хо «Инсайдеры», который стал самым кассовым фильмом с рейтингом R за всю историю корейского кинопроката. Ли, которого называли «звездой» фильма, получил награды за лучшую мужскую роль на различных церемониях вручения кинопремий.
В 2016 году Ли снялся в американском криминальном триллере «Хуже, чем ложь». 28 февраля 2016 года Ли посетил 88-ю церемонию вручения премии «Оскар» и вместе с актрисой Софией Вергарой вручал награду за лучший фильм на иностранном языке. Он стал первым корейским актёром, вручавшим награду на «Оскаре». В том же году Ли сыграл роль вооружённого ножом стрелка Билли Рокса в фильме «Великолепная семёрка» вместе с Дензелом Вашингтоном, Крисом Праттом и Итаном Хоуком.
Вернувшись в Корею, Ли снялся в криминальном триллере «Мастер», а затем в детективной драме «Одинокий всадник».

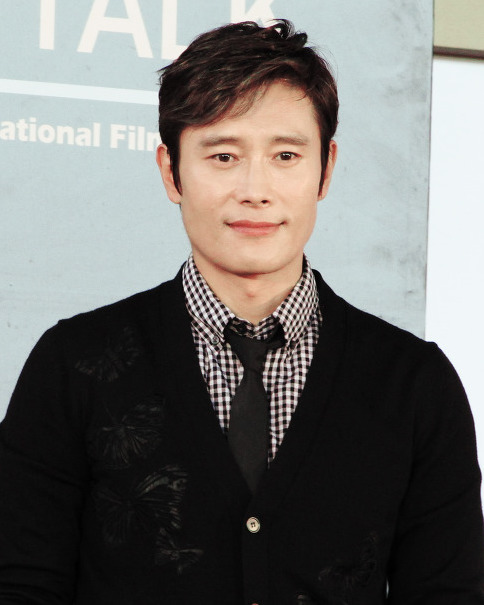
Ли в 2016 году на Международном кинофестивале в Пусане

В марте 2017 года Ли подписал контракт с крупным голливудским агентством United Talent Agency. Он получил роль в голливудском боевике «Сияние». Режиссёром фильма стал Патрик Люссье, который работал с Ли над «Терминатором: Генезис». Затем Ли снялся в исторической эпопее «Крепость Намхансансон» и комедийно-драматическом фильме «Ключи к сердцу».

### 2018–настоящее время: Возвращение на телевидение
В 2018 году Ли вернулся на телевидение в исторической военной драме «Мистер Саншайн», написанной Ким Ын Сук. Сериал имел коммерческий и критический успех, а Ли получил главный приз на 6-й церемонии APAN Star Awards.
В 2019 году Ли снялся в боевике «Извержение». В 2020 году Ли снялся в политической драме «Тот, кто рядом». Оба фильма имели кассовый успех и доказали, что Ли может играть главные роли. Ли также снялся в политическом триллере «Чрезвычайная ситуация», премьера которого состоялась вне конкурса на 74-м Каннском кинофестивале в июле 2021 года. Премьера состоялась в Южной Корее 3 августа 2022 года.
В сентябре 2021 года он появился в первом сезоне дорамы Netflix «Игра в кальмара» в качестве Ведущего. На 15-й церемонии Asian Film Awards он был награжден премией Asian Film Excellence Award. Он стал первым корейским актером, удостоенным этой награды, которая присуждается за выдающиеся достижения в азиатском кино и культуре. Он повторил свою роль во втором сезоне, который вышел в декабре 2024 года.
В 2022 году Ли снялся в телесериале tvN «Наш блюз», автором сценария которого является Но Хи Ген. Он также появится в фильме-катастрофе «Выжившие. Бетонная утопия» режиссёра Ум Тэ Хва вместе с Пак Поён и Пак Соджуном.
14 сентября 2023 года Ли был одним из приглашённых докладчиков, которые представили рок-звезду Йосики на церемонии его дебюта в китайском театре TCL.

## Прочая деятельность
Ли основал продюсерскую компанию BH Entertainment, которая управляет многими актёрами, включая Хан Хёджу, Го Су, Чжин Гу, Пак Чинёна и Хан Джимин.У него есть магазин BHNC, где продаются шляпы, шарфы и кошельки.
Ли Бёнхон известен в индустрии видеоигр тем, что сыграл главного героя, Уэйна Холдена, в игре «Lost Planet: Extreme Condition» 2006 года для Xbox 360, PS3 и PC.

### Посол
В 2010 году Ли был назначен послом по развитию туризма Калифорнии в Корее.
В 2013 году Ли был выбран почётным послом ежегодного собрания Международной ассоциации кинокомиссий — группы, занимающейся содействием международному совместному производству фильмов. В том же году он был назначен почётным послом для продвижения 50-й церемонии вручения премии «Большой колокол».

### Благотворительность
В марте 2011 года Ли пожертвовал 700 миллионов вон Корейскому Красному Кресту, чтобы помочь местным жителям, пострадавшим от землетрясения и цунами в Японии.
В ноябре 2016 года Ли сделал голосовое пожертвование в пользу детского фонда Green Umbrella для кампании «Хару», направленной на поддержку больных детей.
В апреле 2019 года Ли и его жена Ли Мин Чжон пожертвовали 100 миллионов пострадавшим от лесных пожаров в Канвондо.
В феврале 2020 года Ли пожертвовал 100 миллионов вон через фонд «Плод любви» Корейского сообщества, и его пожертвование было использовано для обеспечения санитарно-гигиеническими принадлежностями уязвимых групп населения. В октябре 2020 года Ли сделал голосовое пожертвование в пользу мультимедийной книги Брайля, созданной Национальным исследовательским институтом культурного наследия. 30 декабря 2020 года Ли пожертвовал 100 миллионов вон детскому фонду Green Umbrella, чтобы помочь детям из малообеспеченных семей, которые испытывают трудности из-за COVID-19.
12 июля 2021 года Ли пожертвовал 100 миллионов вон детской больнице Асан в Сеуле в свой день рождения.
6 марта 2022 года Ли пожертвовал 100 миллионов вон Ассоциации помощи пострадавшим от стихийных бедствий «Мост Надежды», чтобы помочь жителям, пострадавшим от лесных пожаров в Ульджине и Самчхоке. Сообщается, что его пожертвование было быстро использовано для предоставления временного жилья пострадавшим, которые эвакуируются из своих домов.

## Личная жизнь

### Отношения
Ранее Ли состоял в романтических отношениях с коллегой по группе «Ва-банк» Сон Хегё, начиная с начала 2000-х годов. Эти отношения, хотя и держались в секрете и редко афишировались, продлились пятнадцать месяцев, прежде чем они расстались в середине июня 2004 года. Ли женился на актрисе Ли Мин Чжон 10 августа 2013 года в отеле Grand Hyatt в Сеуле. Пара недолго встречалась в 2006 году, а затем возобновила отношения в 2012 году. 31 марта 2015 года жена Ли родила их сына, Ли Джун Ху. 4 августа 2023 года жена Ли подтвердила, что ждёт второго ребёнка. 21 декабря 2023 года у них родилась дочь.
После того, как Ли пришлось выплатить несколько долгов после смерти отца, он впал в депрессию. Затем у него начались панические атаки, и ему стало трудно посещать церемонии награждения. Ли считает, что его жена помогла ему преодолеть проблемы с психическим здоровьем.

### Гражданский иск и обвинения в пристрастии к азартным играм
9 декабря 2009 года бывшая девушка Ли Бёнхона Квон Ми Ён подала гражданский иск, утверждая, что её обманом заставили вступить в сексуальные отношения со звездой, в обмен на обещание жениться. Она заявила, что Ли Бёнхон причинил ей моральные и физические страдания, а также утверждала, что он — заядлый игрок, и потребовала 100 миллионов вон. Агентство Ли Бёнхона, BH Entertainment, заявило, что все её утверждения были ложными и что иск был подан в качестве мести за разрыв отношений. Ли Бёнхон подал встречный иск против Квон Ми Ён за клевету и вымогательство.
Вскоре после подачи иска ведущий телешоу Кан Бён Гю появился на съёмочной площадке дорамы «Айрис», над которой Ли работал в то время. Его обвинили в том, что он привлёк гангстеров и устроил беспорядки из-за конфликта с продюсером, который, по его словам, распространял слухи о том, что Кан стоял за враждой между Ли и Квон. Из-за этого инцидента Кан был арестован по обвинению в нападении. Позже Кану также были предъявлены обвинения в шантаже и клевете. Прокуроры утверждали, что в ноябре 2009 года Кан и Квон вступили в сговор, чтобы шантажировать Ли и требовать от него крупные суммы денег. В декабре Квон Ми Ён подала гражданский иск после того, как Ли Бёнхон отказался платить.
19 марта 2010 года с Ли Бёнхона были сняты обвинения в незаконных азартных играх, но прокуратура не привела доказательств. В августе 2010 года иск Квон Ми Ён о возмещении ущерба был в конечном итоге отклонен из-за ее неучастия в судебном разбирательстве. В итоге в 2013 году Кан Бён Гю был приговорен к одному году тюремного заключения и трем годам условно по обвинению в мошенничестве и нападении.

### Скандал с шантажом
28 августа 2014 года певица Дахи из женской группы GLAM и модель Ли Чжи Ён угрожали Ли Бёнхону опубликовать в Интернете компрометирующие его видео, требуя у него 5 миллиардов вон (около 4 000 000 долларов США). Две женщины также безуспешно попытались снять дополнительное видео, на котором Ли Бёнхон обнимает Ли Чжи Ён. Дахи и Ли Чжи Ён были арестованы 1 сентября после того, как Ли Бёнхон обратился в полицию. Ли Чжи Ён заявила, что шантаж был импульсивным действием в ответ на то, что Ли Бёнхон расстался с ней. В связи с этим агентство актёра опубликовало официальное заявление, в котором говорилось, что Ли Бёнхон ни разу не встречался с ней наедине, и что он говорил двум женщинам, что не хочет продолжать знакомство, когда заподозрил их в попытке вымогательства. 15 января 2015 года в окружном суде Сеула состоялось заключительное судебное заседание, на котором Дахи была приговорена к году тюремного заключения, а Ли Чжи Ён — к году и двум месяцам. В феврале, после вынесения приговора, Ли Чжи Ён ходатайствовала о помиловании, в то время как сторона обвинения посчитала приговор слишком мягким. В марте обе женщины, проведшие в тюрьме шесть месяцев, получили условный срок на два года после того, как Ли Чжи Ён подала прошение о помиловании. После вынесения приговора Дахи женская группа K-pop GLAM была распущена.

## Фильмография
| Год       |   | Русское название               | Оригинальное название       | Роль                               |
| --------- | - | ------------------------------ | --------------------------- | ---------------------------------- |
| 1995      | ф | Кто водит меня с ума?          | 누가 나를 미치게 하는가     | Ли Ён Ду                           |
| 1995      | ф | Побег                          | 런어웨이                    | Ли Дон Ху                          |
| 1996      | ф | Убить любовь                   | 그들만의 세상               | Love                               |
| 1997      | ф | Жалобная песнь                 | 지상만가                    | Park Jong-man                      |
| 1999      | ф | Орган моего сердца             | 내 마음의 풍금              |                                    |
| 2000      | ф | Объединённая зона безопасности | 공동경비구역                | сержант Ли Сухёк                   |
| 2001      | ф | Прыжок с тарзанки              | 번지점프를 하다             | Ин У                               |
| 2002      | ф | Одержимость                    | 중독                        |                                    |
| 2003      | с | Ва-банк                        | 올인                        | Ким Ин Ха                          |
| 2004      | ф | У каждого есть секреты         | 누구나 비밀은 있다          | Choi Su-hyeon                      |
| 2005      | ф | Горечь и сладость              | 달콤한 인생                 | Kim Sun-woo                        |
| 2006      | ф | Однажды летом                  | 그해 여름                   |                                    |
| 2007      | ф | Герой                          | HERO                        | Кан Мин Ву                         |
| 2008      | ф | Хороший, плохой, долбанутый    | 좋은 놈, 나쁜 놈, 이상한 놈 | Пак Чханъи                         |
| 2009      | ф | Бросок кобры                   | G.I. Joe: The Rise of Cobra | Сторм Шэдоу                        |
| 2009      | ф | Я прихожу с дождём             | I Come with the Rain        | Су Донгпо                          |
| 2009      | с | Айрис                          | IRIS                        | Kim Hyun-jun                       |
| 2010      | ф | Я видел дьявола                | 악마를 보았다               | Ким Су Хён                         |
| 2010      | ф | Влияние                        | 인플루언스                  |                                    |
| 2012      | ф | Маскарад                       | 광해: 왕이 된 남자          | Кванхэ-гун                         |
| 2013      | ф | G.I. Joe: Бросок кобры 2       | G.I. Joe: Retaliation       | Сторм Шэдоу                        |
| 2013      | ф | РЭД 2                          | Red 2                       | Хан Чо Бай                         |
| 2014      | ф | Воспоминания меча              | 협녀: 칼의 기억             | Док Ки (Сон Ю Пэк)                 |
| 2015      | ф | Терминатор: Генезис            | Terminator Genisys          | T-1000                             |
| 2015      | ф | Инсайдеры                      | 내부자들                    | Ан Сангу                           |
| 2016      | ф | Великолепная семёрка           | The Magnificent Seven       | Билли Рокс                         |
| 2016      | ф | Хуже, чем ложь                 | Misconduct                  | бухгалтер                          |
| 2016      | ф | Мастер                         | 마스터                      | президент Джин                     |
| 2018      | ф | Это только мой мир             | 그것만이 내 세상            | Чжо Ха                             |
| 2018      | ф | Мистер Саншайн                 | 미스터 션샤인               | Чхве Юджин                         |
| 2019      | ф | Извержение                     | 백두산                      | Ли Чжун Пхён                       |
| 2020      | ф | Тот, кто рядом                 | 남산의 부장들               | Ким Джэ Гю                         |
| 2021      | ф | Чрезвычайная ситуация          | 비상선언                    | Джэхёк, пассажир                   |
| 2021—2025 | с | Игра в кальмара                | 오징어게임                  | Хван Ин Хо / Ведущий / Игрок № 001 |
| 2022      | с | Наш блюз                       | 우리들의 블루스             | Ли Донсок                          |
| 2023      | ф | Выжившие. Бетонная утопия      | 콘크리트 유토피아           | Ёнтхак                             |
| 2025      | ф | Матч                           | 승부                        | Чо Хунхён                          |
| 2025      | ф | Метод исключения               | 어쩔수가없다                | Ман Су                             |

## Награды и номинации
| Награда                     | Год  | Категория                                                 | Работа                                            | Результат | Ист.                    |
| --------------------------- | ---- | --------------------------------------------------------- | ------------------------------------------------- | --------- | ----------------------- |
| Азиатская кинопремия        | 2008 | Лучшая мужская роль второго плана                         | Хороший, плохой, долбанутый                       | Номинация |                         |
| Азиатская кинопремия        | 2016 | Лучшая мужская роль                                       | Инсайдеры                                         | Победа    | [ 127 ]                 |
| Азиатская кинопремия        | 2020 | Лучшая мужская роль                                       | Тот, кто рядом                                    | Победа    | [ 128 ]                 |
| Азиатская кинопремия        | 2021 | Премия за выдающиеся достижения в азиатском кинематографе | Ли Бёнхон                                         | Победа    | [ 129 ]                 |
| Премия «Большой колокол»    | 1996 | Лучший новый актёр                                        | Побег                                             | Номинация |                         |
| Премия «Большой колокол»    | 2000 | Лучшая мужская роль                                       | Орган моего сердца                                | Победа    |                         |
| Премия «Большой колокол»    | 2001 | Лучшая мужская роль                                       | Объединённая зона безопасности; Прыжок с тарзанки | Победа    |                         |
| Премия «Большой колокол»    | 2001 | Награда за популярность у нетизенов                       | Прыжок с тарзанки                                 | Номинация |                         |
| Премия «Большой колокол»    | 2005 | Лучшая мужская роль                                       | Горечь и сладость                                 | Номинация |                         |
| Премия «Большой колокол»    | 2011 | Лучшая мужская роль                                       | Я видел дьявола                                   | Номинация |                         |
| Премия «Большой колокол»    | 2012 | Лучшая мужская роль                                       | Маскарад                                          | Победа    | [ 130 ] [ 131 ] [ 132 ] |
| Премия «Большой колокол»    | 2012 | Награда за популярность                                   | Маскарад                                          | Победа    |                         |
| Премия «Большой колокол»    | 2016 | Лучшая мужская роль                                       | Инсайдеры                                         | Победа    | [ 133 ] [ 134 ]         |
| Премия «Большой колокол»    | 2018 | Лучшая мужская роль                                       | Крепость Намхансансон                             | Номинация | [ 135 ]                 |
| Премия «Большой колокол»    | 2020 | Лучшая мужская роль                                       | Извержение                                        | Победа    | [ 136 ]                 |
| Премия «Большой колокол»    | 2022 | Лучшая мужская роль                                       | Чрезвычайная ситуация                             | Номинация | [ 137 ]                 |
| Премия «Большой колокол»    | 2023 | Лучшая мужская роль                                       | Выжившие. Бетонная утопия                         | Победа    | [ 138 ]                 |
| Кинопремия «Голубой дракон» | 2000 | Лучшая мужская роль                                       | Объединённая зона безопасности                    | Номинация |                         |
| Кинопремия «Голубой дракон» | 2001 | Лучшая мужская роль                                       | Прыжок с тарзанки                                 | Номинация |                         |
| Кинопремия «Голубой дракон» | 2001 | Популярная звезда                                         | Прыжок с тарзанки                                 | Победа    |                         |
| Кинопремия «Голубой дракон» | 2002 | Лучшая мужская роль                                       | Опьянённые                                        | Номинация |                         |
| Кинопремия «Голубой дракон» | 2005 | Лучшая мужская роль                                       | Горечь и сладость                                 | Номинация |                         |
| Кинопремия «Голубой дракон» | 2008 | Лучшая мужская роль                                       | Хороший, плохой, долбанутый                       | Номинация |                         |
| Кинопремия «Голубой дракон» | 2009 | Популярная звезда                                         | Бросок кобры                                      | Победа    |                         |
| Кинопремия «Голубой дракон» | 2010 | Лучшая мужская роль                                       | Я видел дьявола                                   | Номинация |                         |
| Кинопремия «Голубой дракон» | 2012 | Лучшая мужская роль                                       | Маскарад                                          | Номинация |                         |
| Кинопремия «Голубой дракон» | 2013 | Популярная звезда                                         | Бросок кобры 2, РЭД 2                             | Победа    | [ 139 ]                 |
| Кинопремия «Голубой дракон» | 2016 | Лучшая мужская роль                                       | Инсайдеры                                         | Победа    | [ 140 ]                 |
| Кинопремия «Голубой дракон» | 2017 | Лучшая мужская роль                                       | Крепость Намхансансон                             | Номинация | [ 141 ]                 |
| Кинопремия «Голубой дракон» | 2021 | Лучший главный актёр                                      | Тот, кто рядом                                    | Номинация | [ 142 ] [ 143 ] [ 144 ] |
| Кинопремия «Голубой дракон» | 2022 | Лучшая мужская роль                                       | Чрезвычайная ситуация                             | Номинация | [ 145 ]                 |
| Кинопремия «Голубой дракон» | 2023 | Лучший главный актёр                                      | Выжившие. Бетонная утопия                         | Победа    | [ 146 ]                 |
| Премия «Пэксан»             | 1993 | Лучший новый актёр — телевидение                          | Завтрашняя любовь                                 | Номинация |                         |
| Премия «Пэксан»             | 1996 | Лучшая мужская роль — телевидение                         | Сын ветра                                         | Победа    |                         |
| Премия «Пэксан»             | 1996 | Лучший новый актёр — кино                                 | Побег                                             | Номинация |                         |
| Премия «Пэксан»             | 2001 | Лучшая мужская роль — кино                                | Прыжок с тарзанки                                 | Номинация |                         |
| Премия «Пэксан»             | 2002 | Лучшая мужская роль — телевидение                         | Чудесные дни                                      | Номинация |                         |
| Премия «Пэксан»             | 2003 | Лучшая мужская роль — телевидение                         | Ва-банк                                           | Победа    |                         |
| Премия «Пэксан»             | 2006 | Лучшая мужская роль — кино                                | Горечь и сладость                                 | Победа    |                         |
| Премия «Пэксан»             | 2010 | Лучшая мужская роль — телевидение                         | Айрис                                             | Победа    | [ 147 ]                 |
| Премия «Пэксан»             | 2011 | Гран-при (Дэсан) — кино                                   | Я видел дьявола                                   | Победа    | [ 148 ]                 |
| Премия «Пэксан»             | 2011 | Лучшая мужская роль — кино                                | Я видел дьявола                                   | Номинация | [ 148 ]                 |
| Премия «Пэксан»             | 2013 | Лучшая мужская роль — кино                                | Маскарад                                          | Номинация |                         |
| Премия «Пэксан»             | 2016 | Лучшая мужская роль — кино                                | Инсайдеры                                         | Победа    | [ 149 ]                 |
| Премия «Пэксан»             | 2017 | Лучшая мужская роль — кино                                | Мастер                                            | Номинация |                         |
| Премия «Пэксан»             | 2019 | Лучшая мужская роль — телевидение                         | Мистер Саншайн                                    | Победа    | [ 150 ]                 |
| Премия «Пэксан»             | 2020 | Лучший новый актёр — кино                                 | Тот, кто рядом                                    | Победа    | [ 151 ]                 |
| Премия «Пэксан»             | 2023 | Лучшая мужская роль — телевидение                         | Наш блюз                                          | Номинация | [ 152 ]                 |
| Премия «Пэксан»             | 2024 | Лучший новый актёр — кино                                 | Выжившие. Бетонная утопия                         | Номинация | [ 153 ] [ 154 ]         |
| Премия «Пэксан»             | 2024 | Наиболее популярный актёр                                 | Ли Бёнхон                                         | Номинация | [ 153 ] [ 154 ]         |